# Amor secreto (álbum)
Amor secreto es el título del tercer álbum de estudio grabado por el cantautor puertorriqueño-estadounidense Luis Fonsi. El álbum lanzó al mercado por la empresa discográfica Universal Music Latino el 12 de marzo de 2002.

## Antecedentes y grabación
El álbum está formado por 7 baladas románticas y 5 canciones rítmicas que mezclan el pop latino con el R&B contemporáneo. El cantante ya había cantado algunas canciones de este género en sus dos primeros álbumes anteriores, Comenzaré (1998) y Eterno (2000). En este disco es que, seis de las canciones que lo componen fueron escritas por Fonsi y Claudia Brant. Rudy Pérez, al igual que en el álbum anterior, es uno de los compositores y productores del álbum, quien colabora junto a otros productores como Kike Santander y Ángel "Cucco" Peña en la creación del mismo.
Fonsi grabó el álbum en Miami, Florida, Los Ángeles, California, Nueva York y Estocolmo, Suecia, para conseguir sonidos nuevos e innovadores para el álbum.

## Promoción
El sencillo principal del material discográfico fue la poderosa balada romántica «Quisiera poder olvidarme de ti» filmado en Madrid, España. 

## Lista de canciones
| Amor secreto |                                  |                                                                                                  |                                                       |          |  |
| N.º          | Título                           | Escritor(es)                                                                                     | Productor (es)                                        | Duración |  |
| 1.           | «Quisiera poder olvidarme de ti» | Mark Portmann · Rudy Pérez                                                                       | Rudy Pérez                                            | 4:23     |  |
| 2.           | «Fuera de control»               | Allan Rich · Clyde Lieberman · Johan Åberg · Ziggy Adapt al español: Luis Fonsi · Claudia Brant  | Luis Fonsi · Johan Åberg                              | 3:15     |  |
| 3.           | «Amor secreto»                   | David Siegel · Kara DioGuardi · Steve Morales Adapt al español: Luis Fonsi · Claudia Brant       | Brad Young · Down Brian · Kara DioGuardi · Luis Fonsi | 3:35     |  |
| 4.           | «Entrégate»                      |                                                                                                  | Steve Morales                                         | 3:53     |  |
| 5.           | «Te vas»                         | Roberto Livi · Rudy Pérez                                                                        | Rudy Pérez                                            | 4:01     |  |
| 6.           | «Tienes que parar»               | Mattias · Jonas Saeed · Mattias · Pia Sjöberg Adapt al español: Luis Fonsi · Claudia Brant       | Brian "The Stick" Steckler · Jonas Saeed              | 3:31     |  |
| 7.           | «Y ahora cómo te olvido»         | Jorge Luis Piloto · Rudy Pérez                                                                   | Rudy Pérez                                            | 4:03     |  |
| 8.           | «Tú puedes salvarme»             | Andrew Fromm · Howie Dorough · Mischke · Damon Thomas · Harvey Manson, Jr.                       | Damon Thomas · Harvey Manson, Jr. · Luis Fonsi        | 4:38     |  |
| 9.           | «Díselo ya»                      | Luis Fonsi · Allan Rich · Clyde Lieberman Adapt al español: Luis Fonsi · Claudia Brant           | Luís Fonsi · Steve Morales                            | 4:07     |  |
| 10.          | «Irresistible»                   | Gustav Grizzly · Marcus Sepehrmanesh · Tommy Tysper Adapt al español: Luis Fonsi · Claudia Brant | Gustav Grizzly · Tommy Tysper · Luis Fonsi            | 3:38     |  |
| 11.          | «Me lo dijo el silencio»         | Luis Fonsi · Claudia Brant                                                                       | Luis Fonsi · Tulio Creminisi                          | 4:41     |  |
| 12.          | «Para vivir»                     | Pablo Milanés                                                                                    | Luís Fonsi                                            | 3:40     |  |
| 47:26        |                                  |                                                                                                  |                                                       |          |  |

## Créditos y personal

### Músicos
© MMII. Universal Music Latino.

## Posicionamiento en listas
| Listas (2002)                   | Máxima posición |
| ------------------------------- | --------------- |
| U.S. Billboard Top Latin Albums | 1               |
| U.S. Billboard Latin Pop Albums | 1               |

### Sucesión y posicionamiento
| Predecesor: MTV Unplugged de Alejandro Sanz | U.S Billboard Top Latin Albums — Álbum N°. 1 30 de marzo de 2002 - 12 de abril de 2002 | Sucesor: Las 30 cumbias más pegadas de Varios artistas |

| Predecesor: MTV Unplugged de Alejandro Sanz | U.S. Billboard Latin Pop Albums — Álbum N°. 1 30 de marzo de 2002 - 12 de abril de 2002 | Sucesor: Grandes éxitos de Chayanne |

## Certificaciones
| País           | Organismo certificador | Certificación   | Ventas certificadas | Ref   |
| -------------- | ---------------------- | --------------- | ------------------- | ----- |
| Estados Unidos | RIAA                   | Platino (Latin) | 60 000              | [ 3 ] |